# Racine Legion
Die Racine Legion (auch Horlick-Racine Legion) war ein American-Football-Team in der National Football League (NFL) in den Spielzeiten 1922 bis 1924 aus Racine (Wisconsin). Nach einem Jahr Pause war das Team 1926 nochmals als Racine Tornadoes aktiv. Heimspielstätte war das Horlick Field.

## Geschichte
In Racine, einer Stadt südlich von Milwaukee, existierten nach dem Ende des Ersten Weltkrieges mehrere Football-Teams, die gegen andere Teams aus Wisconsin erfolgreich spielten. Darunter das von William Horlick, dem Hersteller und Miterfinder der Malzmilch (Horlicks), finanzierte Team der Racine Horlicks. Die Ortsgruppe der American Legion in Racine, einer Organisation von Kriegsveteranen des Ersten Weltkrieges, gründete 1921 ein eigenes American-Football-Team. Die Organisation lag in den Händen von Baby Ruetz und Hank Larsen. Gespielt wurde auf dem Horlick Field. Trainer war zu Beginn der Saison Hank Gillo. Das erste Spiel am 25. September 1921 vor rund 2.500 Zuschauern gegen die Chicago Blues wurde mit 35:5 gewonnen. Da sie im weiteren Saisonverlauf erfolgreich spielten, konnte für den 4. Dezember 1921 ein Spiel mit den Green Bay Packers vereinbart werden. Das Spiel im Brewers Park in Milwaukee vor 7.000 Zuschauern endete 3:3.
Bei einer Sitzung der American Professional Football Association (später National Football League) am 29. Januar 1922 in Canton standen die anderen Teambesitzer und der Präsident Joseph Carr dem Aufnahmeantrag der Racine Legion positiv gegenüber. Im Juni 1922 wurde dann die Gebühr von 1.000 Dollar für das Franchise bei einem weiteren Liga-Treffen hinterlegt. Da William Horlick das Team finanziell unterstützte trat es als „Horlick-Racine Legion“ an. Trainiert wurde das Team vorrangig von Baby Ruetz. Unterstützt wurde er dabei von verschiedenen anderen Spielern oder Trainern wie Bo Hanley und Bill Hollenback. Auch in den folgenden Jahren waren es stets aktive Spieler die gleichzeitig als Coach agierten.    
In die Saison 1922 startete das Team mit einer 0:6-Niederlage gegen die Chicago Bears. Das folgende Spiel gegen die Green Bay Packers konnte gewonnen werden. Dem folgten zwei Niederlagen gegen die Milwaukee Badgers und die Toledo Maroons. Von den folgenden sechs Spiele konnten fünf gewonnen werden. Gegen die Green Bay Packers kam es zu einem 3:3 unentschieden. Im letzten Spiel der Saison spielte die Racine Legion abermals gegen die Packers und verloren 0:14. Die Saison beendete das Team auf dem 6. Platz damit wurde das Ziel, die Meisterschaft zu gewinnen nicht erreicht.    
In der folgenden Saison 1923 konnte der Starspieler der University of Wisconsin, Shorty Barr, verpflichtet werden. Das Team startete schlecht in die Saison. Von den ersten drei Spielen wurde eines verloren und zwei wurden unentschieden beendet. Nach Siegen gegen die Akron Pros und die Packers folgten Niederlagen gegen die Minneapolis Marines und die Packers. Von den letzten drei Saisonspielen konnten zwei gewonnen werden. Am Ende der Saison erreichte das Team einen 10. Tabellenplatz. Ende der Saison trat Ruetz auf Grund seiner angeschlagenen Gesundheit von der Position des Managers des Teams zurück. Sein Nachfolger als Teammanager wurde G. E. Smalley. Im Gegensatz zu Ruetz versuchte Smalley schon frühzeitig gute Spieler ans Team zu binden.
Die Saison 1924 verlief durchwachsen. Von den zehn Spielen wurden vier gewonnen, dazu wurden drei Spiele verloren und drei unentschieden beendet. Am Ende der Saison stand ein Verlust von 3.500 Dollar, der wie in den Vorjahren von Horlick übernommen wurden.
Da die Gehälter für gute Spieler immer weiter stiegen, entschied sich die American Legion in der Spielsaison 1925 nicht mehr anzutreten. Das Franchise wurde jedoch nicht an die NFL zurückgegeben. Für die Saison 1926 gelang es Babe Ruetz mit Hilfe des American Business Clubs ein neues Team unter dem Namen „Tornadoes“ aufzustellen und die Franchisegebühr von 1.900 Dollar zu zahlen. Als Eigentümer des Teams trat die Racine Fans Athletic Association auf, zu deren Präsident Ruetz gewählt wurde. In die Saison startete das Team mit einem Sieg gegen die Hammond Pros. Die folgenden vier Spiele gingen verloren. Nach der 0:35-Niederlage gegen die Green Bay Packers am 24. Oktober 1926 entschied der Business Club keine weiteren finanziellen Mittel in das Team zu stecken und alle folgenden Spiele wurden abgesagt.
Am 24. Mai 1927 verstarb nach längerer Krankheit im Alter von 33 Jahren George „Babe“ Ruetz, die treibende Kraft hinter einer professionellen Football-Mannschaft in Racine.

## Uniform
Das Team spielte in roten Jerseys mit weißen Ziffern.

## Statistik
| Saison                | Siege                 | Niederlagen           | Unentschieden         | Punkte erzielt        | Punkte zugelassen     | Platzierung           | Head Coach                               |
| Horlick-Racine Legion | Horlick-Racine Legion | Horlick-Racine Legion | Horlick-Racine Legion | Horlick-Racine Legion | Horlick-Racine Legion | Horlick-Racine Legion | Horlick-Racine Legion                    |
| --------------------- | --------------------- | --------------------- | --------------------- | --------------------- | --------------------- | --------------------- | ---------------------------------------- |
| 1922                  | 6                     | 4                     | 1                     | 122                   | 56                    | 6. (von 18)           | Baby Ruetz, Bill Hollenback              |
| 1923                  | 4                     | 4                     | 2                     | 86                    | 76                    | 10. (von 20)          | Baby Ruetz, Hank Gillo                   |
| 1924                  | 4                     | 3                     | 3                     | 69                    | 47                    | 7. (von 18)           | Hank Gillo                               |
| Racine Tornadoes      |                       |                       |                       |                       |                       |                       |                                          |
| 1926                  | 1                     | 4                     | 0                     | 8                     | 92                    | 16. (von 22)          | Shorty Barr, Hank Gillo, Wally McIllwain |